# Next Limit Technologies
Next Limit Technologies es una compañía de software con base en Madrid, España. Fundada en 1998 por los ingenieros Víctor González e Ignacio Vargas, la compañía se ha orientado a la investigación y desarrollo de tecnologías innovadoras en el ámbito de la simulación digital y la visualización en un amplio abanico de industrias, desde la ingeniería a la producción de contenidos digitales.
Los proyectos de la compañía son XFlow (software de simulación de dinámica de fluidos para entornos de ingeniería basado sobre el método de Lattice-Boltzmann), RealFlow (simulador de dinámicas y de fluidos para producción cinematográfica), Maxwell Render (un simulador de luz) y recientemente CaronteFX™ (físicas de alta calidad para videojuegos). El software de RealFlow fue usado en películas como: El Señor de los Anillos: el retorno del Rey, 300, Robots, Charlie y la Fábrica de Chocolate, Los hombres que no amaban a las mujeres, entre otras.
En diciembre de 2016 Dassault Systèmes adquirió XFlow (división de Next Limit Dynamics).

## Productos
- Software de Mecánica de fluidos computacional para ingeniería y ciencia: XFlow
- Simulador de dinámicas: RealFlow
- Simulador de luz y render físicamente correcto: Maxwell Render
- Físicias de alta calidad para videojuegos: CaronteFX™

## Historial de versiones
| 1998 | RealFlow 1.0 RealWave 1.0 RealFlow 1.2                                                        |
| 1999 | RealFlow 1.3                                                                                  |
| 2000 | RealWave 2.0                                                                                  |
| 2001 | RealFlow 2.0                                                                                  |
| 2002 | RealFlow 2.5                                                                                  |
| 2004 | RealFlow 3.0 Maxwell Render Alpha version                                                     |
| 2005 | Maxwell Render Beta version                                                                   |
| 2006 | Maxwell Render 1.0 Maxwell Render 1.1 RealFlow 4.0                                            |
| 2007 | Maxwell Render 1.5 Maxwell Render 1.6 Maxwell Render 1.6.1                                    |
| 2008 | Maxwell Render 1.7                                                                            |
| 2009 | Maxwell Render 2.0                                                                            |
| 2010 | RealFlow 5.0                                                                                  |
| 2011 | XFlow CFD 2011 Maxwell Render Suite 2.6 Maxwell for Google SketchUp                           |
| 2012 | RealFlow 2012 Maxwell Render 2.7 Maxwell Render Learning Edition Maxwell Render 2.6.1         |
| 2013 | RealFlow 2013 XFlow 2013 Maxwell for SketchUp Maxwell Render 3.0                              |
| 2014 | RealFlow 2014 XFlow 2014 Maxwell Render 3.0.1 Maxwell Render 3.0.1.1 beta                     |
| 2015 | Maxwell Render 3.1 Maxwell Render 3.1.0.2 Maxwell Render 3.2 RealFlow 2015 XFlow 2015         |
| 2016 | XFlow 2016 RealFlow \| Cinema 4D 1.0 RealFlow 10 Maxwell 4 Venta de XFlow a Dassault Systèmes |
| 2017 | RealFlow 10.1 Maxwell 4.1 RealFlow \| Cinema 4D 2.0                                           |

## Proyectos de Investigación
Next Limit ha participado activamente en diversos proyectos de investigación tanto en Europa como en España. Actualmente lidera el proyecto europeo SAFECITI (Safe Citizen por sus siglas en inglés) que propone la creación de un sistema de simulación para los analistas que predice el comportamiento de multitudes en entornos urbanos en casos de pánico, violencia o catástrofes. El sistema se basa en tecnología “serious game” y está diseñado como una plataforma de formación. Otros proyectos europeos en los que participa como socio activo se encuentran PRISM, Skycoat y COELUX. Este último ha resultado en la creación de una ventana con un sistema óptico basado en nanotecnología para reproducir la luz natural y apariencia visual de la luz solar y del cielo. Está orientado a entornos cerrados que carezcan de techos o ventanas al exterior.
En España ha realizado investigaciones en biotecnología para simular el corazón como un sistema estructural complejo de fluidos.

## Premios
| Año  | Categoría                   | Otorgado por | Resultado |
| ---- | --------------------------- | --- | --------- |
| 2016 | Pyme Innovación Tecnológica | La Confederación Española de la Pequeña y Mediana Empresa (CEPYME) y la Federación Española de Autónomos (CEAT) | Ganador   |
| 2013 | Premio “Mare Nostrum”       | Sociedad Científica Informática de España (SCIE) y el Congreso Nacional de Informática (CEDI)                   | Ganador   |
| 2008 | Oscar al mérito técnico     | Academy of Motion Picture Arts and Sciences                                                                     | Ganador   |
| 2008 | Premio Segundo de Chomón    | Academia de las Artes y las Ciencias Cinematográficas de España                                                 | Ganador   |
| 2006 | Maxwell Render              | Information Society Technology (IST) prize                                                                      | Ganador   |
| 2006 | RealFlow                    | Information Society Technology (IST) prize                                                                      | Ganador   |

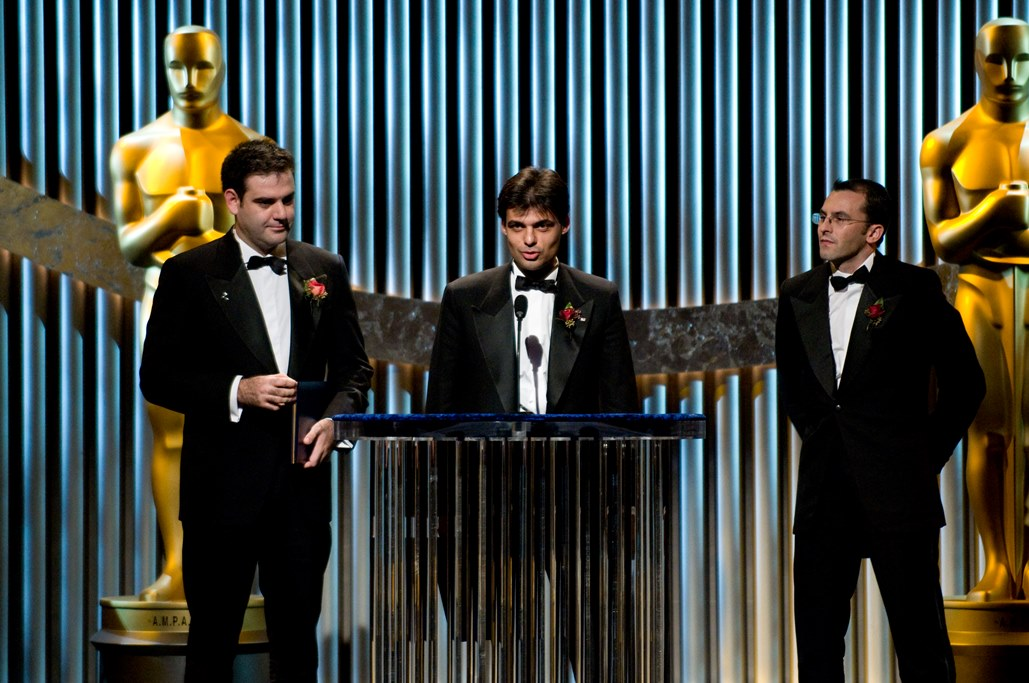
Oscar al mérito técnico otorgado por el Academy of Motion Picture Arts and Sciences en 2008

Es el segundo Óscar al mérito técnico que recibe un español. Hasta ahora sólo había obtenido el premio en 1969 Juan de la Cierva y Hoces (sobrino del inventor del autogiro), por el estabilizador óptico Dynalens. Un aparato empleado para eliminar las vibraciones de las cámaras.